# Manfred Kerner
Manfred Kerner (* 24. September 1948 in Bielefeld; † 6. Januar 2019 in Berlin) war ein deutscher Politologe.

## Leben
Nach der Promotion an der FU Berlin 1979 und Habilitation ebenda 1987 wurde er dort 1997 Professor.

## Schriften (Auswahl)
- Staat, Krieg und Krise. Die Varga-Diskussion und die Rolle des Zweiten Weltkrieges in der kapitalistischen Entwicklung. Köln 1981, ISBN 3-7609-5034-5.
- Die Imperialismusforschung der DDR in den Jahren 1966–1982. Köln 1989, ISBN 3-7609-5275-5.
- Politische und ökonomische Aspekte des gegenwärtigen Systemwandels in den sozialistischen Ländern Osteuropas. Bilanz, Prognose und die Perspektiven westlicher Politik. Berlin 1989, ISBN 3-927783-02-1.
- mit Ulrich Albrecht und Sigmar Stopinski: Friedensforschung in Berlin. Eine kurze Übersicht über Ressourcen in Berliner Bibliotheken. Berlin 1990, ISBN 3-927783-14-5.